# 銀の祈誓
『銀の祈誓』（ぎんのきせい）は、そらるの楽曲及び初のシングル。2018年11月28日にユニバーサルミュージック内のレーベルであるVirgin Musicから発売された。

## 概要
- 歌い手としてインターネットで活動しているそらるが、活動10周年記念の第一弾として本作の発売が発表された。また表題曲は251か国で配信されることも発表された[2]。
- テレビアニメ「ゴブリンスレイヤー」のエンディングテーマとして起用された。そらるがタイアップ曲を手掛けるのはシングル発売と同様初となった。またタイアップを受ける前から「ゴブリンスレイヤー」のファンであったと語っており、アニメの制作サイドから「泥臭いようなロックな曲を」というリクエストがあったという。また楽曲製作するにあたってボカロPである、はるまきごはんが協力に関わっている。カップリングに収録されている「ゆきどけ」や「嘘つき魔女と灰色の虹」は、子供の視点で書いた歌詞であると語っている[3]。
- 初回限定盤A・B、ゴブリンスレイヤー盤、通常盤の4形態で発売された。詳細は下記の収録内容を参照。
- 12月10日付のオリコンウィークリーシングルチャートで初登場2位を獲得。

## 収録内容
全作詞・作曲：そらる
1. 銀の祈誓
  - 編曲：大西省吾

テレビアニメ「ゴブリンスレイヤー」エンディングテーマ
2. ゆきどけ
  - 編曲：大西省吾
3. 嘘つき魔女と灰色の虹 -acoustic ver.-
  - 編曲：SUNNY

そらる×まふまふ名義のアルバム「プレリズムアーチ」に収録されていた楽曲のアコースティックアレンジバージョン。
4. 銀の祈誓 -TV SIZE Version-
「ゴブリンスレイヤー盤」のみの収録。ボーカルテイクやミックスなど表題曲と異なる箇所がある。

DVD（初回限定盤A付属）
- 「銀の祈誓」Music Video
- 「銀の祈誓」Music Video メイキング映像
- 「そらるに色々聞いてみた」

DVD（初回限定盤B付属）
- 「銀の祈誓 -Piano ver.-」Studio Session
- 「ハナミズキ -cover-」Studio Session

DVD（ゴブリンスレイヤー盤）
- 「銀の祈誓」Animation Music Video
- 「アーティストビジュアル撮影 メイキング映像」